# Stefan Kaczmarz
Stefan Kaczmarz   (Sambir, 20 de març de 1895 - Polònia, setembre 1939) va ser un matemàtic polonès.

## Vida i Obra
Kaczmarz va passar la seva infantesa a Kęty i l'adolescència a Tarnów on va acabar els estudis secundaris el 1913. Després d'un curs a la universitat Jagellònica de Cracòvia, va esclatar la Primera Guerra Mundial i es va allistar a l'exèrcit polonès sota sobirania de l'Imperi Austrohongarès. Va lluitar als Carpats i a Sadagóra i el 1918 va ser llicenciat i detingut per no prestar jurament a l'emperador. Aquest mateix any va reprendre els seus estudis de matemàtiques i física a la universitat Jagellònica, mentre simultàniament prestava servei al Batalló Acadèmic de Cracòvia. El 1920 es va graduar a la universitat i el 1922 va rebre el títol de professor de matemàtiques.
Després de donar classes a diferents instituts de Cracòvia, el 1923 es va traslladar a Lwów (la actual Lviv, Ucraïna) a instàncies de Stefan Banach per ser docent a la universitat. A Lwów va obtenir el doctorat el 1924 i l'habilitació per a la docència universitària el 1929. El 1939, en esclatar la Segona Guerra Mundial,va ser mobilitzat i el seu rastre es perd en el tren que el portava de Lwów a Varsòvia per entrar en combat contra els invasors nazis. L'últim que es coneix del cert es que va enviar una targeta postal a la seva dona quan el tren estava parat a Nisko, rebuda el 5 de setembre de 1939. Les hipòtesi sobre la seva mort són diverses.
Kaczmarz és recoradt principalment per un article seu del 1937 en el qual proposa un algorisme, que porta el seu nom, amb el qual es descriu un procediment iteratiu per estimar les solucions d'un sistema d'equacions lineals. A partir dels anys 70's aquest algorisme va ser profusament utilitzat en el processament de senyals i en la tomografia computada.